# Candidozyma auris
Candidozyma auris (до 2024 года — Candida auris) — вид дрожжей рода Candidozyma. Является комменсалом, то есть естественным компонентом микробиоты человека, но в определённых условиях может вызывать заболевания. Candidozyma auris привлекает повышенное внимание из-за своей множественной лекарственной устойчивости, осложняющей лечение, и большого потенциала выживания в суровых условиях окружающей среды.

## Клиническое значение
Candidozyma auris может вызывать инвазивный кандидоз, при котором поражаются кровоток, центральная нервная система и внутренние органы. Растущую озабоченность вызывают сообщения о вспышках заболеваний, связанных с C. auris, в медицинских учреждениях, которые, вероятно, связаны с выживанием грибков в больничной среде. В группу риска входят люди с ослабленным иммунитетом и пациенты с имплантатами. Из 112 изолятов гриба, выделенных в больницах Санкт-Петербурга и Москвы в 2017—2023 годах, 99 % были устойчивы к флуконазолу, 17 % — к амфотерицину B, и 4 % — флуцитозину. Генетический анализ коротких тандемных повторов показал принадлежность этих изолятов к кладе I и их вероятное общее южно-азиатское происхождение.

## Выживаемость в окружающей среде
Было показано, что C. auris хорошо приспособлен к выживанию вне человеческого организма. Дрожжевой гриб может расти при температуре 42 °C, после УФ-обработки, в 10мМ концентрации H2O2 и при 10 % NaCl. Также C. auris проявляет отличную выживаемость в условиях длительного голодания. В исследованиях сообщается, что колонии гриба могли формироваться после 24-дневного инкубирования в дистиллированной воде и 88 % изначально инокулированных дрожжей выжило в таких условиях.